# Stijn Van der Stockt
Stijn Van der Stockt (Starnberg, 1983) is een Vlaams mediafiguur, bekend om zijn items in het Eén-programma Iedereen beroemd.

## Biografie
Van bij zijn geboorte woonde hij een tijdje in Duitsland, vanwege een werkopdracht van zijn vader. Na een korte periode in Florida City ging de familie zich vestigen in de buurt van Aalst. Volgend op zijn middelbare studies (Grieks-Latijn) behaalde hij een master in de Germaanse filologie aan de Katholieke Universiteit Leuven, aangevuld met een lerarenopleiding Germaanse talen.
Na zijn afstuderen in 2005 ging hij aan de slag als (eind)redacteur bij de VPRO, De Morgen, Telesaurus en bij programma's van de VRT zoals Reyers laat, 1000 zonnen en Iedereen beroemd. Hij is ook medewerker aan de satirische website De Raaskalderij. Bekendheid kreeg hij medio 2012 toen hij in beeld kwam in het eerste seizoen van Iedereen beroemd met een rubriek waarin hij een satirische parodie van een sprookje voorlas.
Tijdens het seizoen 2015-2016 liet Van der Stockt de kijker kennismaken met het typetje De coach, waarbij hij gekleed in een kleurige sportoutfit door de straten, winkels en werkplaatsen liep. Meestal deed hij dit met een oproep om actief te sporten, maar ook met zinspelingen verwijzend naar actuele gebeurtenissen en naar de locatie. Hij liet het niet bij Vlaanderen alleen en ging voor enkele afleveringen naar de Verenigde Staten. In 2020 keerde het personage enkele weken terug tijdens de coronacrisis. In het seizoen 2021-2022 kwam het typetje nogmaals langs ter ere van de jubileumweek die het seizoen inzette ter ere van de tiende verjaardag van het programma. In 2023 dook hij op in een programma ter ere van 70 jaar Vlaamse televisie.
Een jaar later trok hij door Vlaanderen als de antropoloog Sir Alistair in Homo Flandriens. Gekleed in een retro-kolonisatorsplunje met tropenhelm liet hij de kijkers, in perfect Engels, kennis maken met enkele gewoonten en zeden in eigen omgeving. Of hoe men maatschappelijke verschijnsels, bv. de solden of de verkeersfiles, ook kan bekijken uit een andere invalshoek.
In Pagina niet gevonden trok hij wekelijks, tijdens het seizoen 2017-2018, door Vlaanderen als vrijwilliger van de Nederlandstalige Wikipedia op zoek naar informatie voor de schrijven van een lemma. Na een verkenning ter plaatse en enkele interviews met mensen die meer over het onderwerp kennen, werd het lemma daadwerkelijk geschreven en gepubliceerd. Andere Wikipedianen pikken hierop in en maken het artikel af. Telkens werd ook een foto gepubliceerd en werd op televisie een item getoond over het onderwerp. In seizoen 2018 nam hij  in de rubriek Bye bye Britain afscheid van het Verenigd Koninkrijk, dat in 2019 uit de EU zou stappen.
Achter de schermen was hij als eindredacteur ook verantwoordelijk voor meerdere rubrieken. Zoals Poepsimpel, waar wetenschap en humor hand in hand gingen.
In 2018 was hij in Haaltert kandidaat voor de lokale verkiezingen op de lokale lijst en burgerbeweging GLG Haaltert, waarvoor zijn vrouw lijsttrekker was. Hij duwde de lijst zonder ambitie om in de gemeenteraad te gaan zetelen. Hij haalde 153 voorkeursstemmen, na zijn vrouw het hoogste aantal van de lijst, maar de partij geraakte niet in de gemeenteraad.
In 2020 schreef hij samen met Geert Stadeus het boek De Vlaamse Canon: een poging tot, een ludieke poging tot het maken van een canon van de Vlaamse cultuur. De idee is ingegeven door het gecontesteerde plan van de Vlaamse regering-Jambon om zo'n canon op te stellen. Datzelfde jaar maakte hij in Iedereen beroemd de rubriek Vlaamse kanonnen, waarin eveneens de draak wordt gestoken met enkele typisch Vlaamse culturele fenomenen. In 2023 verscheen een licht uitgebreide versie van het boek.

## Publicaties
- Stijn Van der Stockt & Geert Stadeus, De Vlaamse canon: een poging tot, Borgerhoff & Lamberigts, 2020, ISBN 9789463932745.
- Stijn Van der Stockt & Geert Stadeus, De Vlaamse canon: een poging tot (herziene editie), Borgerhoff & Lamberigts, 2023, ISBN 9789072201867.